# 3841 Дісіччо
3841 Дісіччо (3841 Dicicco) — астероїд головного поясу, відкритий 4 листопада 1983 року.
Тіссеранів параметр щодо Юпітера — 3,588.